# Catharinakerk (Zoutelande)
De Catharinakerk is een protestantse kerk aan het Willibrordusplein in Zoutelande in de provincie Zeeland. Het is een rijksmonument.
De Catharinakerk heeft een kerktoren waarin nog fragmenten van laat-13e-eeuwse baksteengotiek zijn te bespeuren. Rond 1500 werd de kerk door toevoeging van een noordbeuk omgevormd tot hallenkerk. In 1573 werd dit door oorlogsschade tijdens de Tachtigjarige Oorlog tenietgedaan. De noordbeuk en het koor werden afgebroken, de zuilen in de noordwand bleven staan, zodat ze binnen en buiten zichtbaar zijn.
Men vermoedt dat toren en kerk rond 1738 hun tegenwoordige gedaante hebben gekregen. In 1950 vond een restauratie plaats. Door vroegere verstuivingen van het duinzand is de onderste torengeleding onder het stuifzand verdwenen. Het interieur bevat geen bijzondere stukken. 
In 1950 kwam er een 17e-eeuws orgel, dat oorspronkelijk afkomstig was uit een Duits klooster en tot 1932 in de hervormde kerk in Heerlen had gestaan. In 2015 werd dit orgel van de orgelbouwer van Thomas Weidtman verkocht om plaats te maken voor een voor samenzang geschikter orgel van Bätz-Witte uit 1870.
De kerk werd in 1909 vastgelegd op doek door de Nederlandse kunstschilder Piet Mondriaan.
In 2017 werden de contouren van de verdwenen delen van de kerk gemarkeerd door een muurtje in de kerkhof.

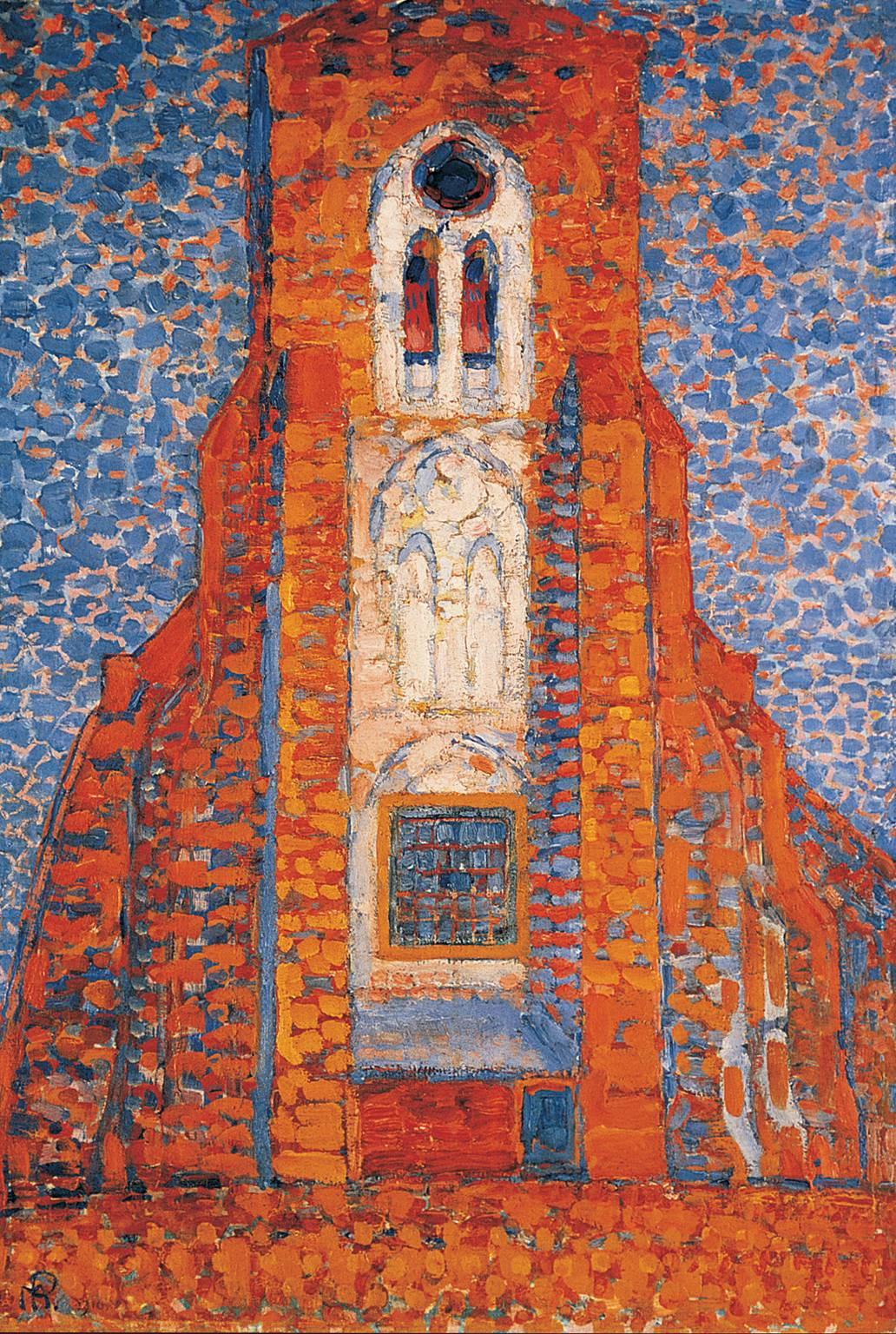
Zon, kerk in Zeeland, schilderij van Piet Mondriaan, 1909
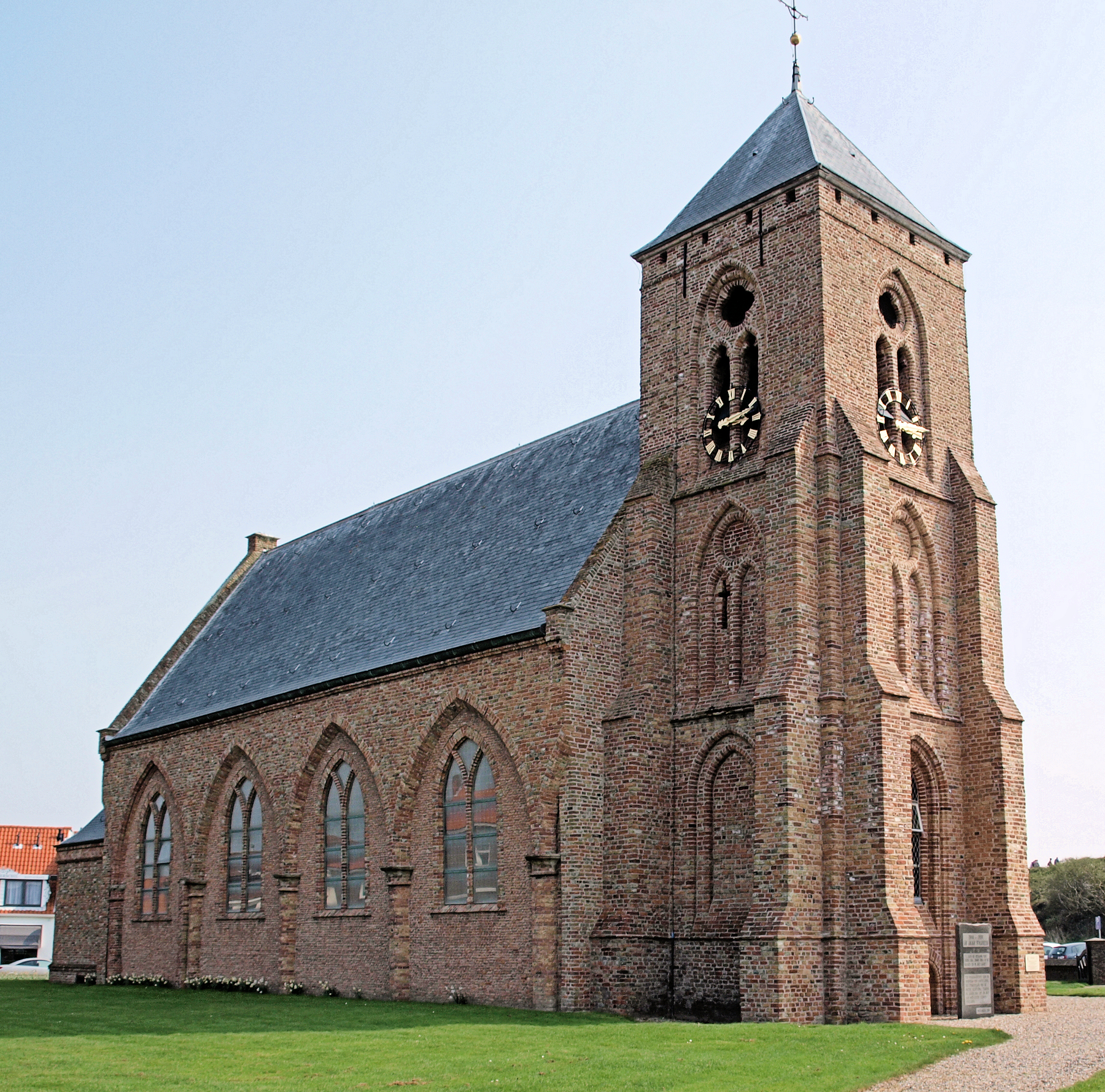
Catharinakerk, noordzijde met de vijf zuilen van de afgebroken beuk, april 2009
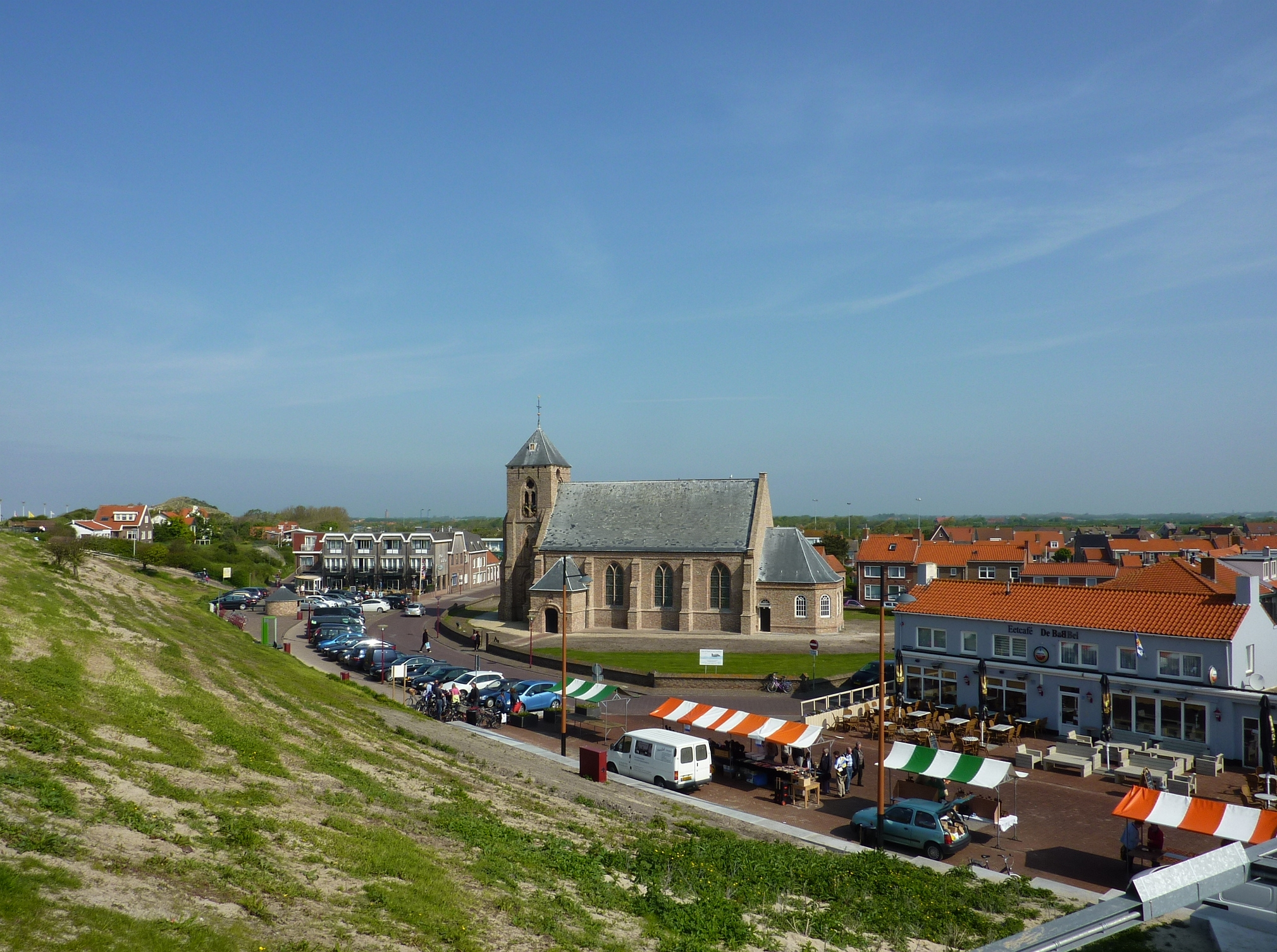
Catharinakerk, mei 2012
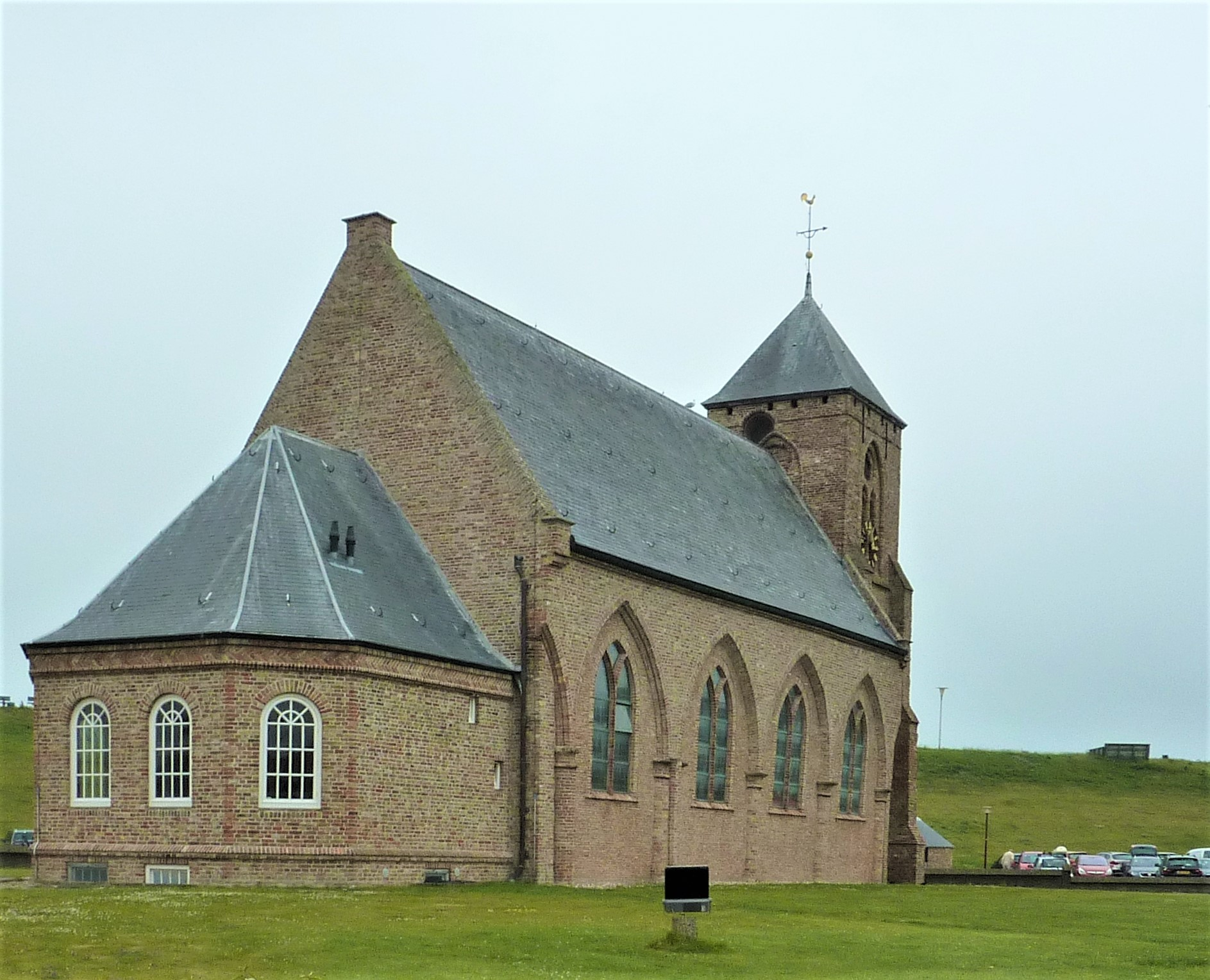
Catharinakerk, juli 2014
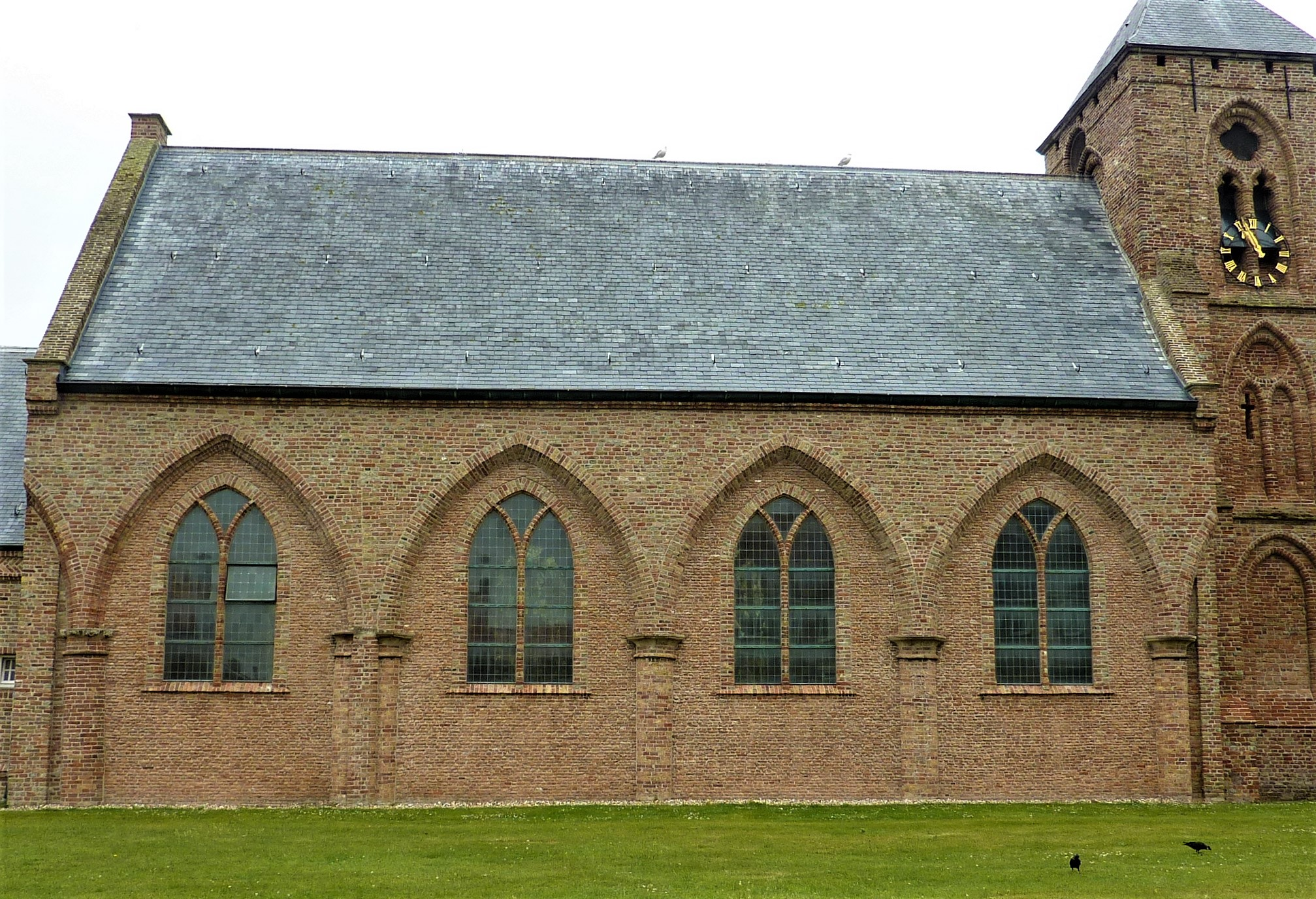
Catharinakerk, noordzijde met de vijf zuilen van de afgebroken beuk, juli 2014
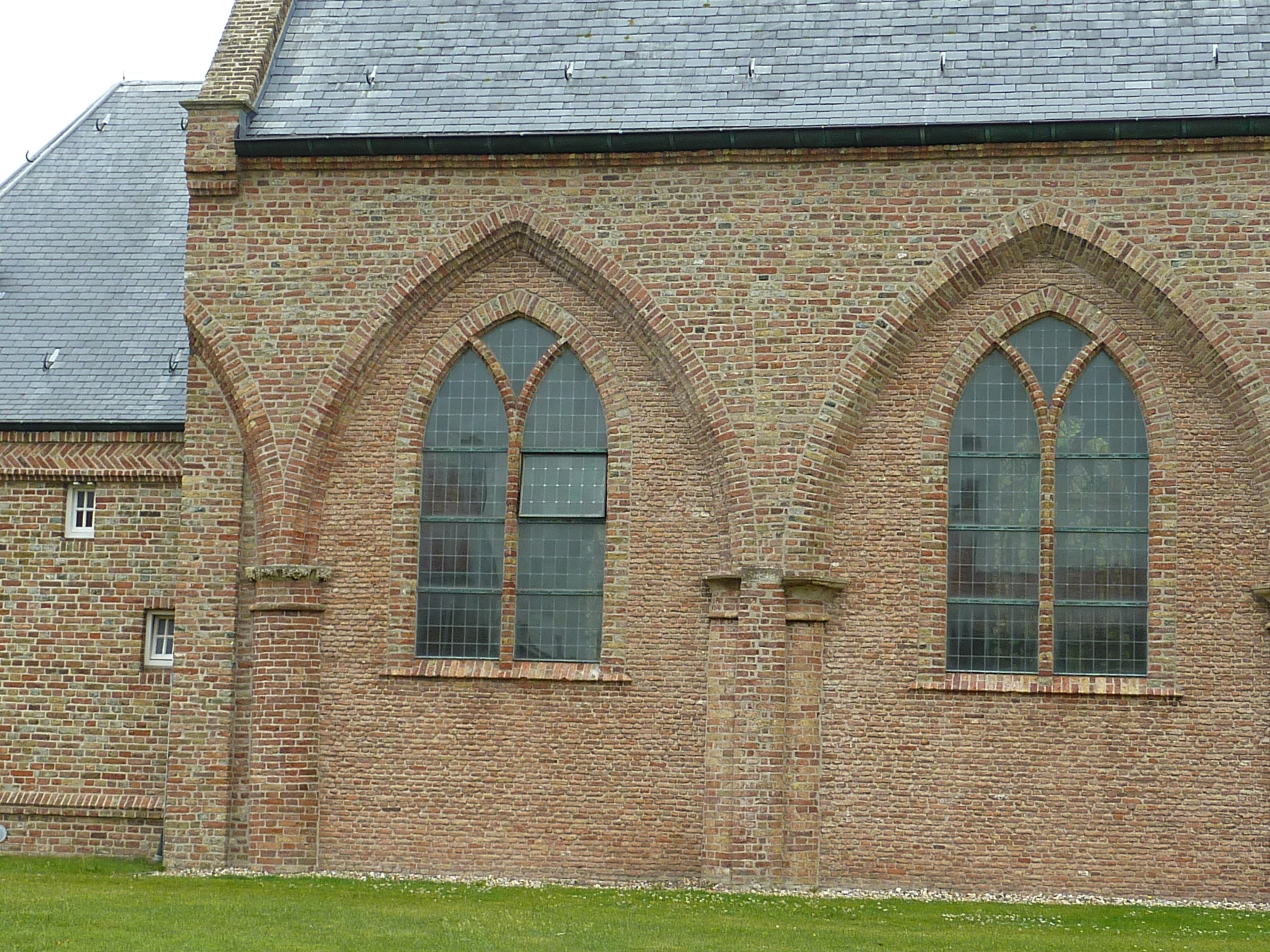
Catharinakerk, detail noordzijde met twee zuilen van de afgebroken beuk, juli 2014
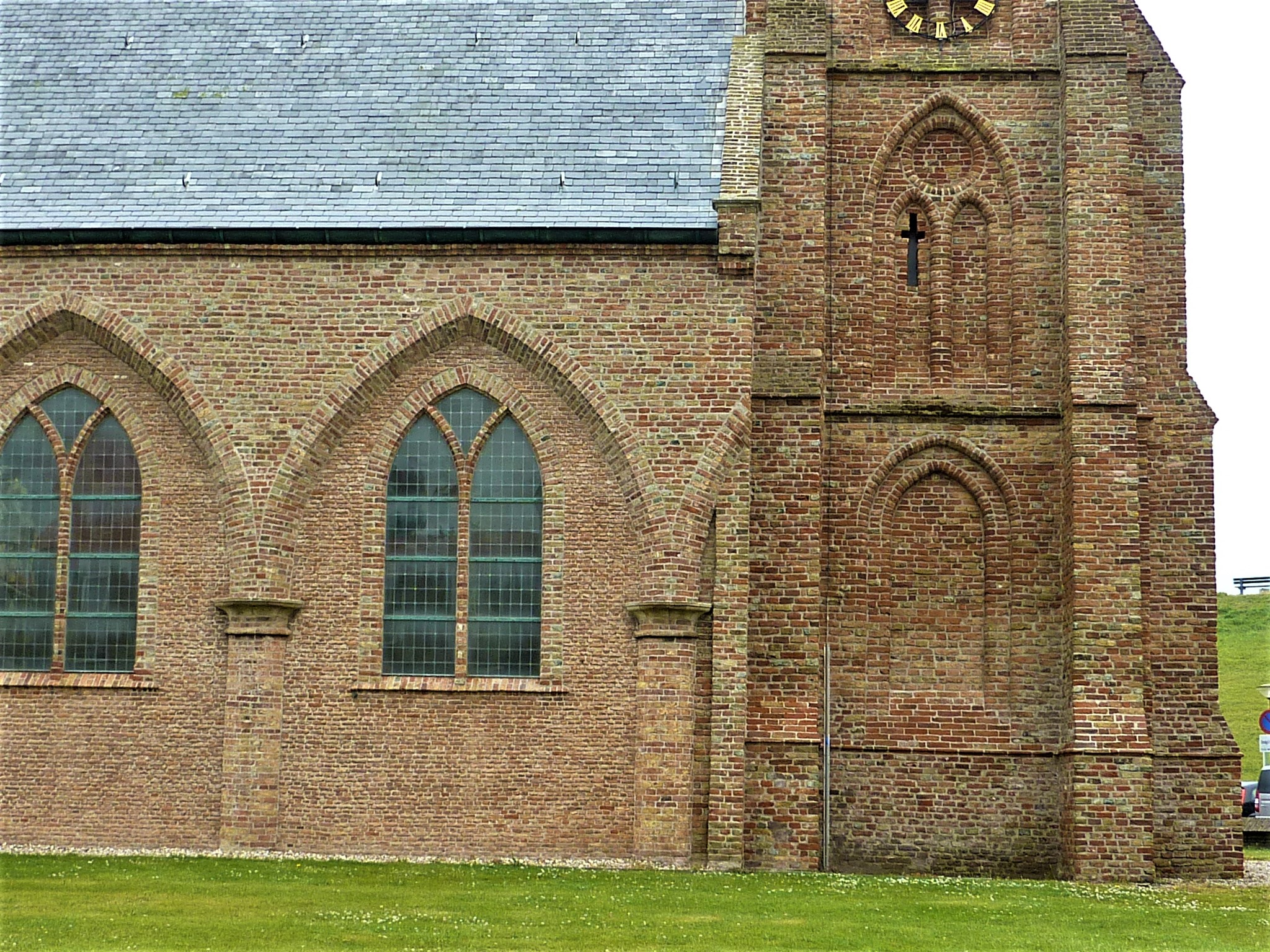
Catharinakerk, detail noordzijde met twee zuilen van de afgebroken beuk en kerktoren, juli 2014
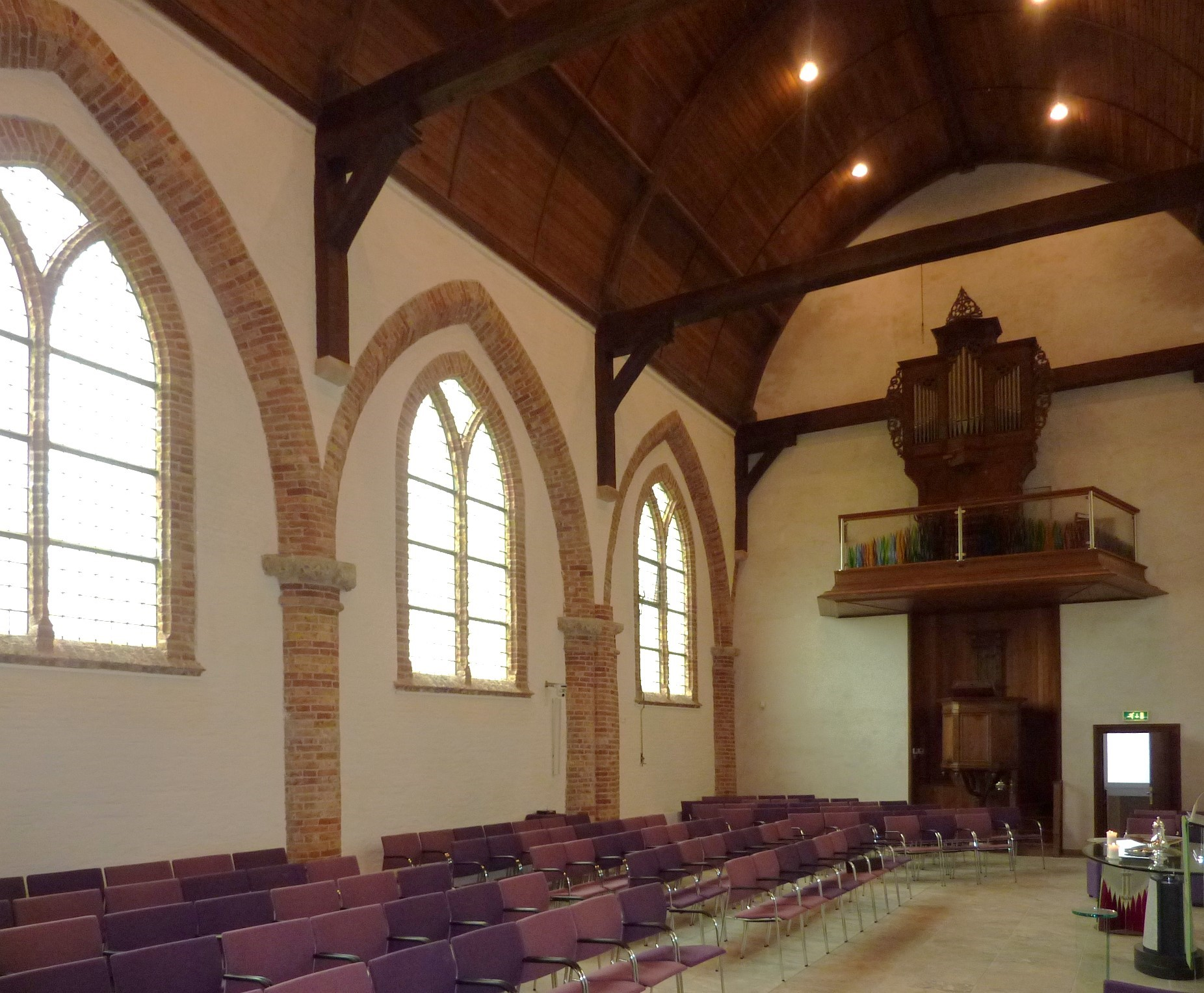
Catharinakerk, interieur, orgel van Weidtman, links drie zuilen van de afgebroken beuk, juli 2014
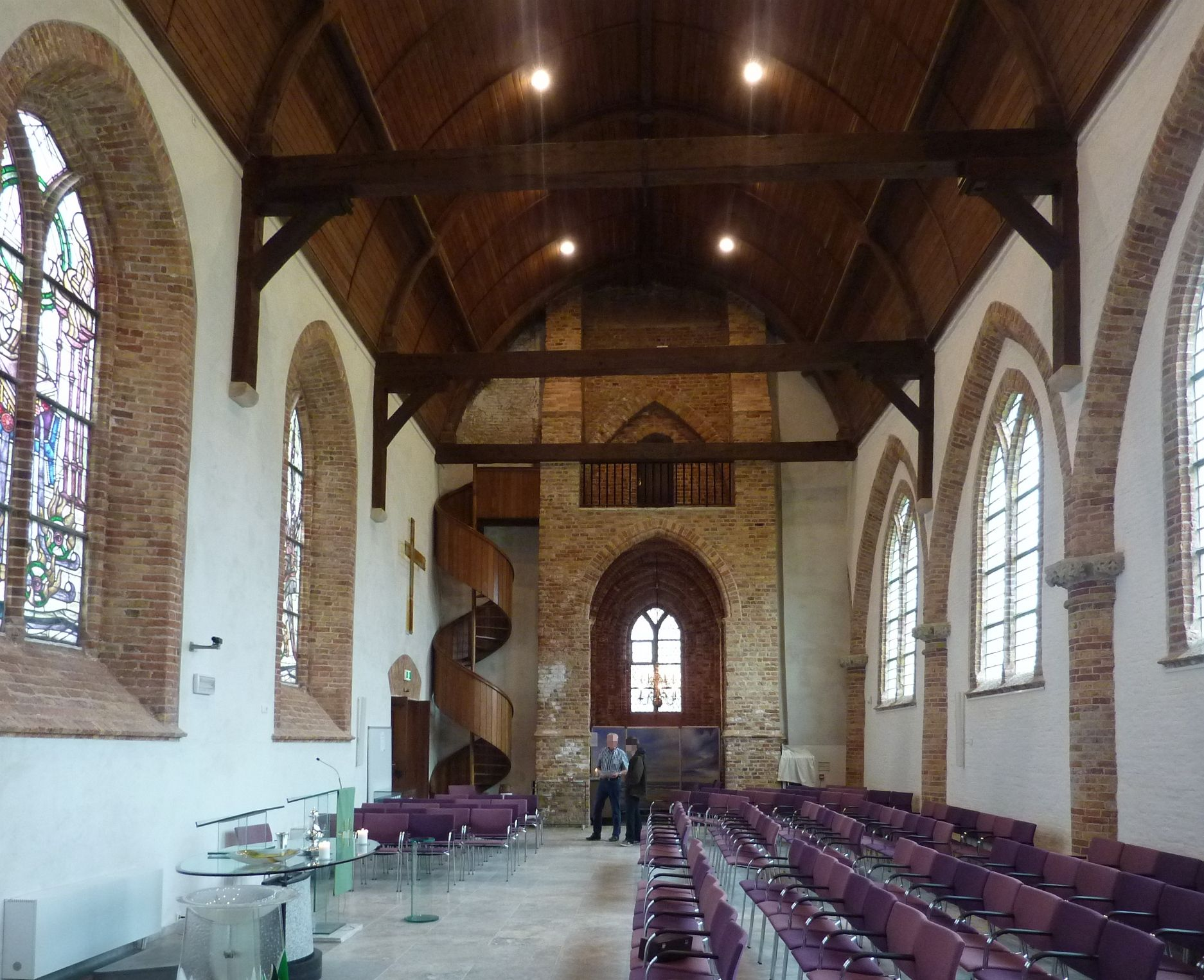
Catharinakerk, rechts drie zuilen van de afgebroken beuk, juli 2014
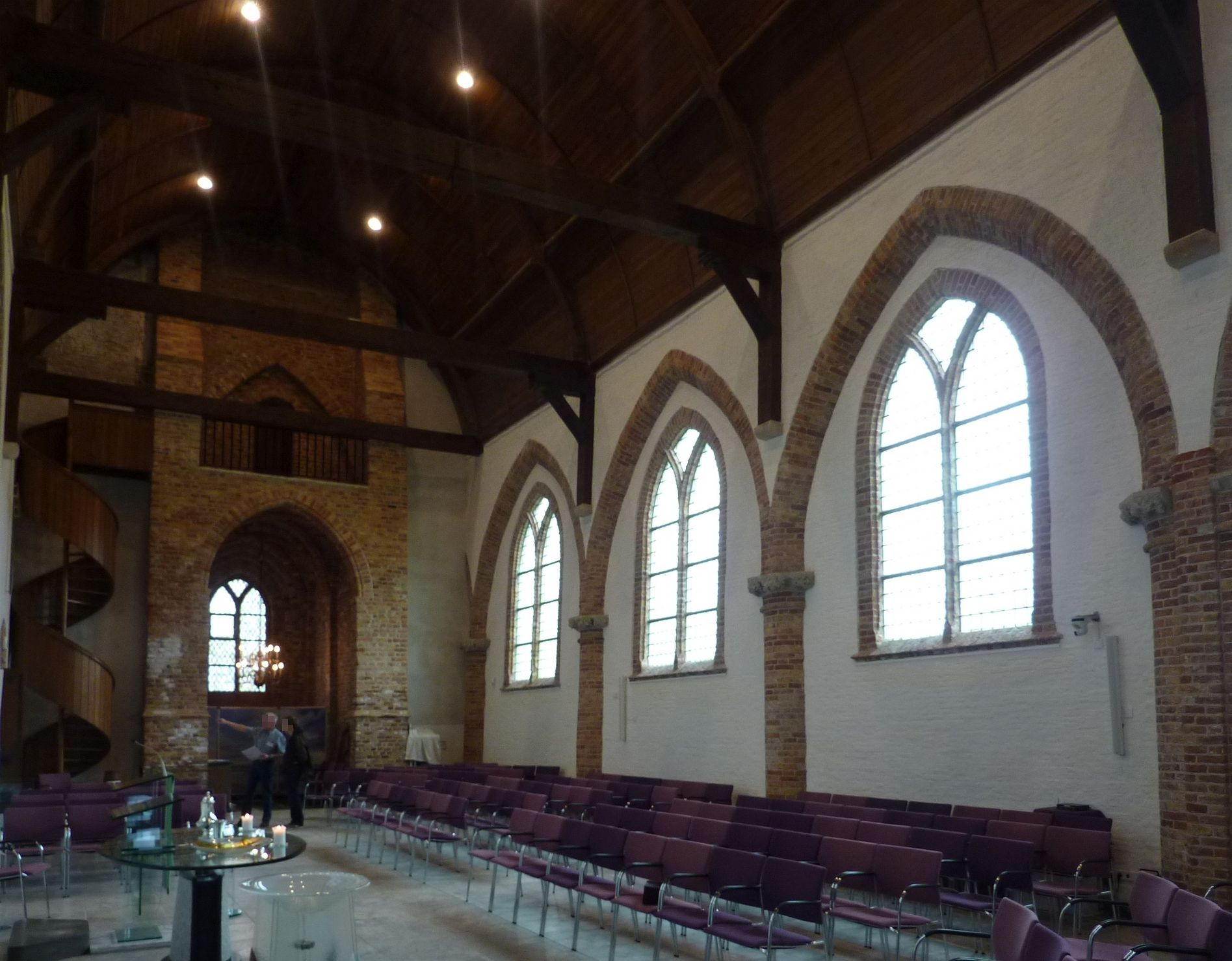
Catharinakerk, interieur, juli 2014
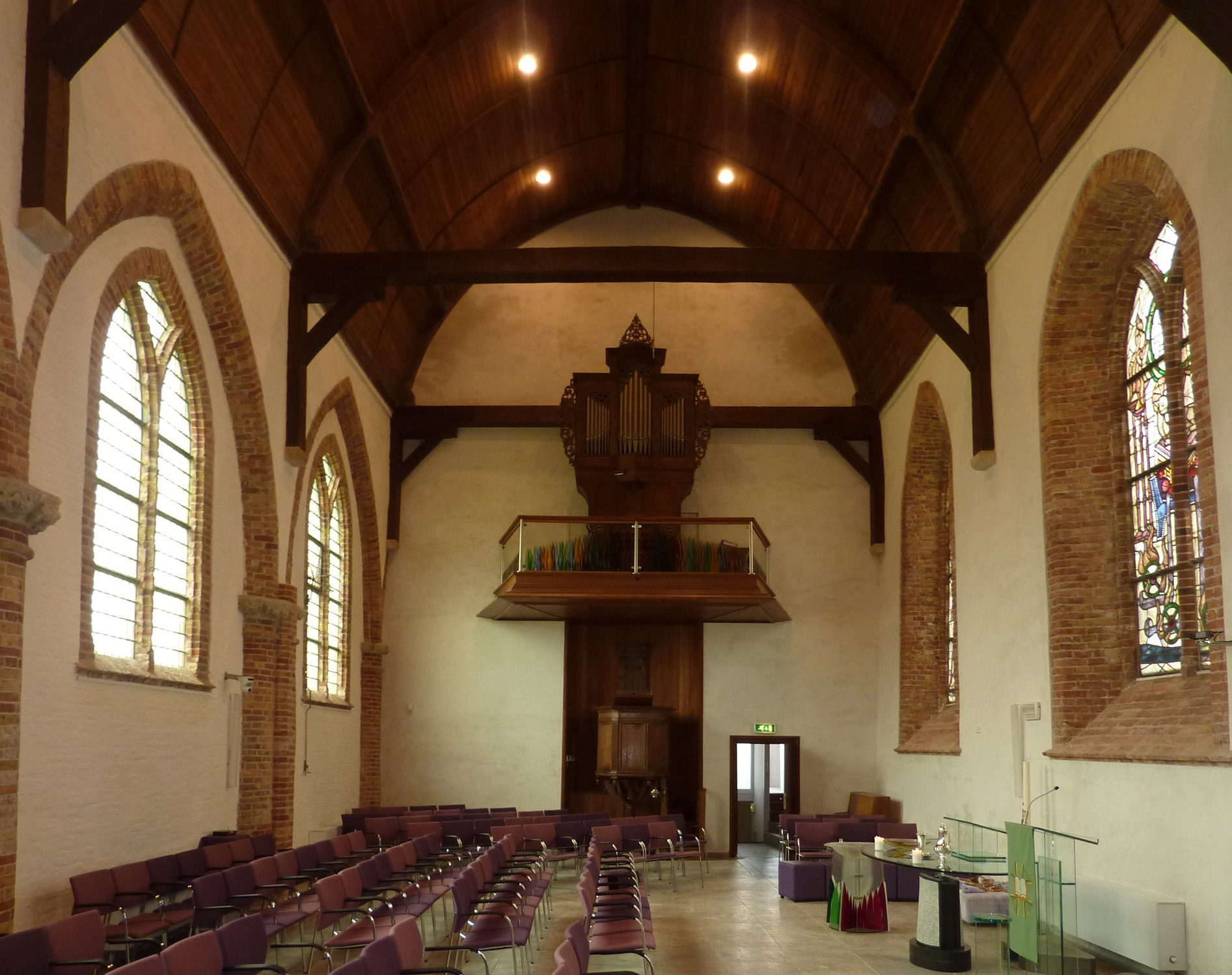
Catharinakerk, interieur, orgel van Weidtman, links drie zuilen van de afgebroken beuk, juli 2014
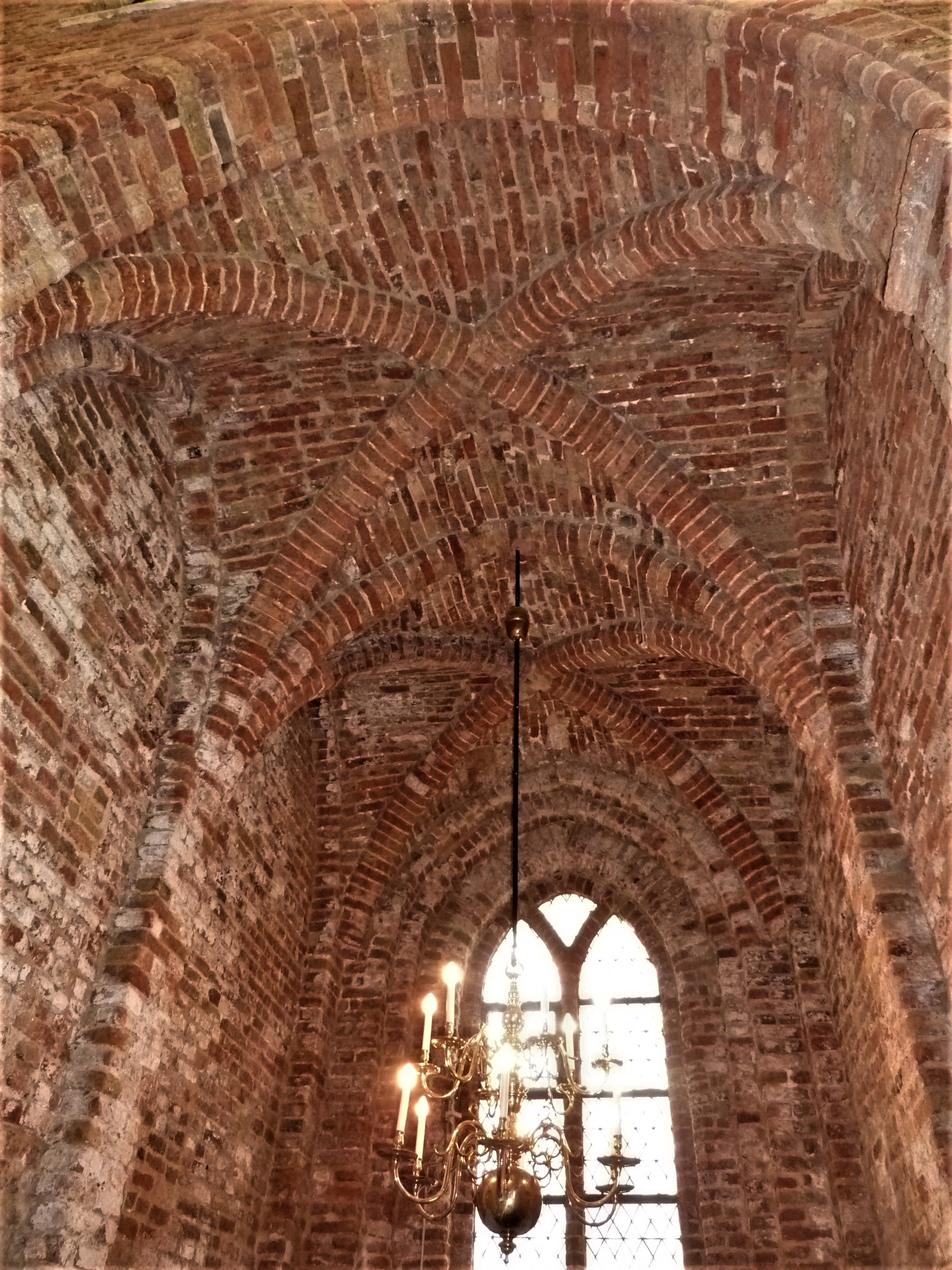
Catharinakerk, interieur, gewelf met luchter, juli 2014
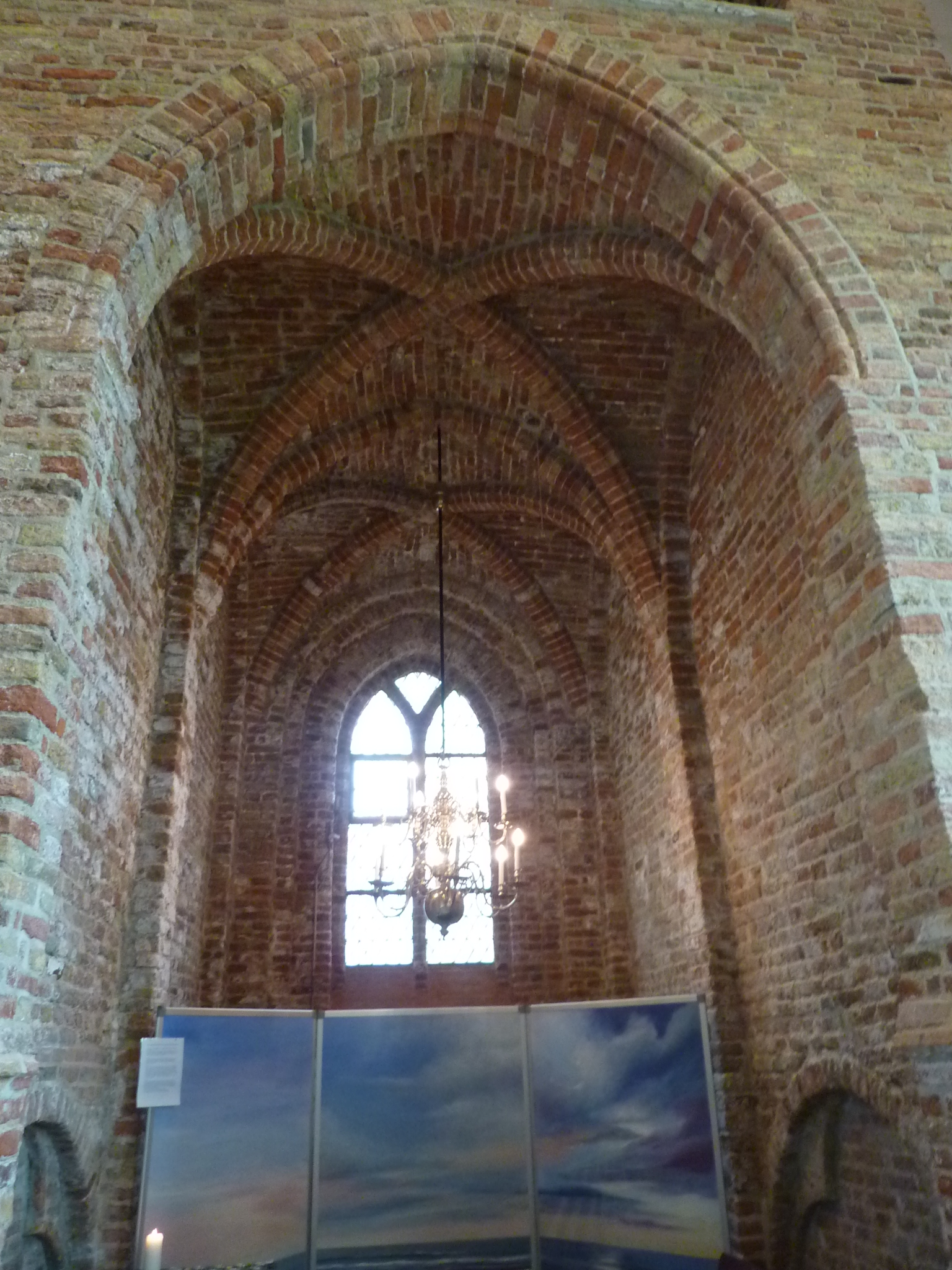
Catharinakerk, interieur, gewelf met luchter, juli 2014
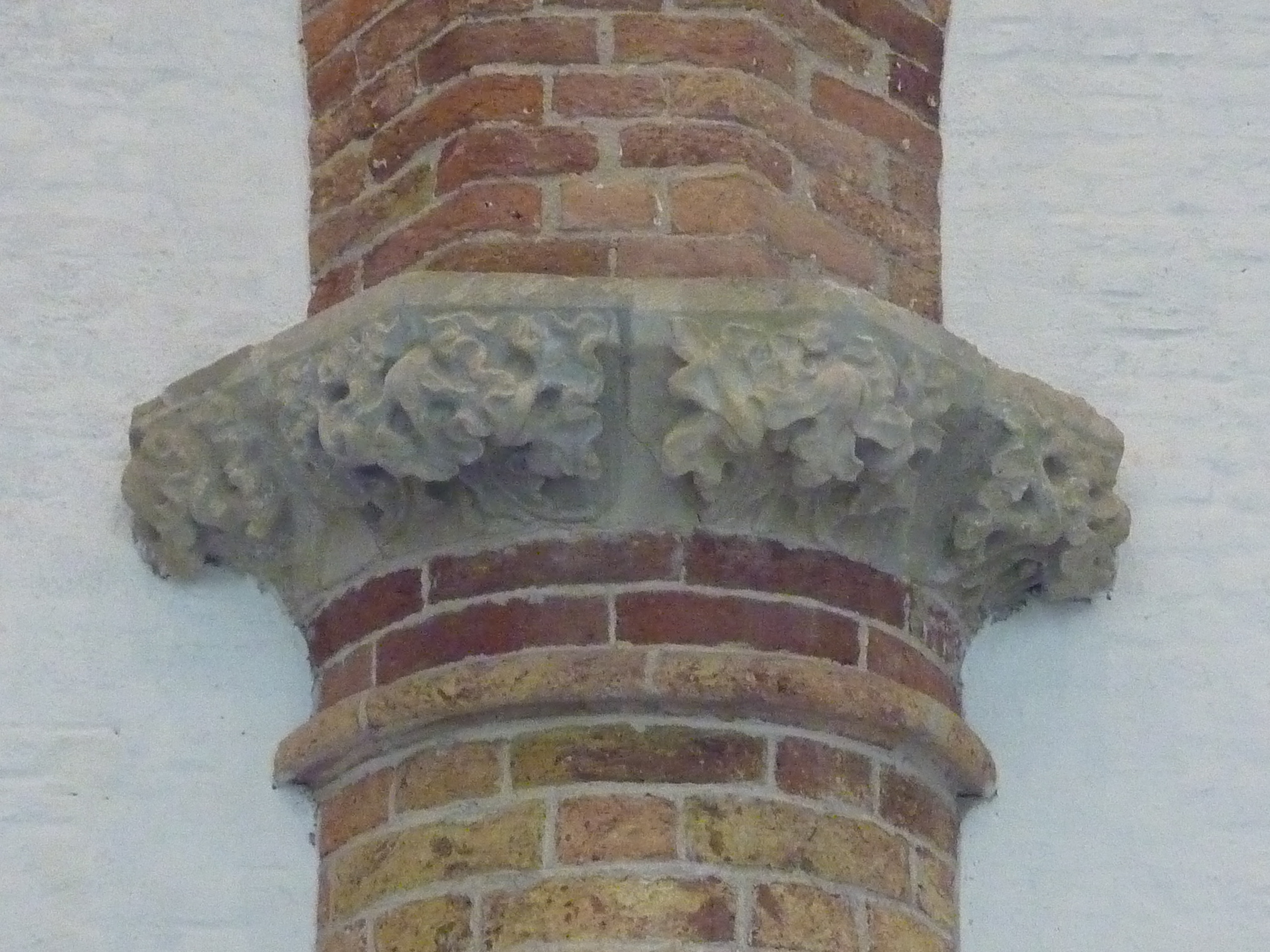
Catharinakerk, interieur, detail zuil, juli 2014